# Меджяши
Меджяши (серб. Међаши / Međaši) — село в общине Биелина Республики Сербской Боснии и Герцеговины. Население составляет 917 человек по переписи 2013 года.

## Культура
9 июля 2011 в Меджяшах был открыт памятник Николе Тесле: высота составляет 2,8 м, масса — 1,5 т. Скульптор — Драган Раденович.